# Villa Manin-Kechler
Villa Manin-Kechler si trova nella frazione San Martino a Codroipo, in provincia di Udine.

## Storia
La villa appartenne alla famiglia veneziana Manin, che l'aveva eretta nel XVI secolo, con un borgo che si era sviluppato attorno. A metà del Seicento venne ceduta per avviare lo straordinario progetto della villa di Passariano. Passata ai Kechler, nel corso dell'Ottocento la barchessa occidentale venne trasformata in filanda. A quell'epoca, per migliorare la selezione dei bachi da seta, venne invitato a San Martino Louis Pasteur.
Un altro ospite illustre fu Ernest Hemingway, che vi soggiornò più volte, invitato dal conte Carlo, con il quale era solito andare a caccia e pesca nelle vicine valli di Caorle. Nel 1948 lo scrittore ebbe un'amicizia romantica con Adriana Ivancich, una giovane aristocratica veneziana, proprietaria di una villa veneta sita nel comune di San Michele al Tagliamento e conosciuta tramite Kechler, e nel 1954 ritornò a San Martino per riprendersi dai postumi di un grave incidente aereo in Africa.

## Descrizione
Il corpo principale ha forma cubica con due barchesse laterali che ospitavano le stalle. Incorniciano il giardino, oggi in stile neoclassico, con statue ai lati del vialone d'ingresso. Sul retro si estende un vasto parco.
L'architettura della villa nasce nel '500 come Casino (piccola casa) o Palazzina di caccia e solo per questo scopo. Infatti, l'entrata principale al centro del piano terra dà accesso a un unico grande androne che si estende per tutta la profondità dell'edificio terminando in fondo con una simile porta d'uscita nella facciata del retro verso la campagna. I cavalieri cacciatori scendevano nell'androne dal 1º piano "nobile" dove erano situati i loro alloggi tramite una monumentale scala situata al centro dell'androne sulla sinistra entrando. Lì montavano i loro cavalli già bardati dai loro scudieri e uscivano in campagna all'aria aperta per la caccia con i cani. 
Al ritorno la scena si ripeteva a rovescio. I cavalieri smontavano e risalivano nelle loro stanze per cambiarsi per il banchetto serale nell'androne al piano terra. I cavalli venivano riportati nelle loro stalle delle barchesse mentre servi e cuochi portavano la selvaggina nelle cucine situate nelle stanze laterali all'androne e cucinavano per il banchetto. Gli alloggi per i servi erano situati nelle soffitte al secondo piano.
Nel 1975 la villa fu ristrutturata e restaurata dall'architetto Edgardo Pinto Guerra per permetterne la divisione in due unità abitative indipendenti per due nuclei familiari della famiglia. Una al piano terra e l'altra al primo piano. La scala monumentale rimase in vista dall'androne ma fu chiusa in cima al suo arrivo al Primo piano. L'accesso indipendente al secondo piano fu creato con una nuova bella scala con ingresso da una porta esistente in fondo sul lato destro del corpo principale. 
Il restauro fu anche strutturale. Tant'è che l'unico danno che il famoso terremoto del 1976 causò fu una stretta fessura diagonale sul muro dell'androne del piano terra.